# Kąty (powiat brzeski)
Kąty – wieś w Polsce położona w województwie małopolskim, w powiecie brzeskim, w gminie Iwkowa. 
W latach 1975–1998 miejscowość należała administracyjnie do województwa tarnowskiego. Integralne części miejscowości: Góry, Grabie, Pasterniki, Zatoki.
Zabudowania i pola Kątów znajdują się w dolinie Białki i na wznoszących się nad nią wzgórzach. Tereny te należą do dwóch regionów geograficznych; do Beskidu Wyspowego i Pogórza Wiśnickiego (Białka tworzy granicę między tymi regionami).
Kąty to jedno z największych skupisk producentów susorek iwkowskich..

## Historia
Pierwsze wzmianki o wsi pochodzą z 1363 roku. Wtedy to na prośbę Floriana z Drużkowa (pierwszego właściciela Kątów), a decyzją króla Kazimierza Wielkiego, wieś przeszła z prawa polskiego na niemieckie, czego skutkiem była zmiana własności i sposobu gospodarowania ziemią.
Dzieje Kątów, a także ich nazwa w znacznym stopniu związane są z rodem Kątskich, herbu Brochwicz – biegnący jeleń. To oni od XIV w. przez ponad 300 lat władali tymi ziemiami. Przedstawiciele tego rodu wpisali się nie tylko w historię regionu, ale także kraju. Krzysztof Kątski żyjący na przeł. XVI – XVII w. zasłynął jako biograf biskupów krakowskich. Z kolei Dorota (1591-1643) przeprowadziła odnowę zgromadzenia sióstr Norbertanek w Krakowie. Kolejnym wybitnym przedstawicielem rodu był Marcin Kazimierz Kątski, który jako generał artylerii konnej uczestniczył w bitwie wiedeńskiej w 1683 roku. Główna linia Kątskich wygasła w pocz. XVIII w. Ziemie przeszły we władanie Hrabiego Mieroszowskiego, a następnie Leona Rogoyskiego i jego syna Leonarda Stefana Rogoyskiego.
Od 1900 r. właścicielem została rodzina Sławików h. Prus II, najpierw Jan Sławik, a potem jego syn, Stanisław Lucjan Sławik. W latach 1953–1954 założono spółdzielnię produkcyjną, która zajęła miejscowy dwór.

## Sport
Od 2002 r. działa Sekcja Sportowa Piłki Nożnej "Olimpia". Została ona założona przez grupę miłośników piłki nożnej i sportu. Klub ma za zadanie krzewić kulturę fizyczną i sprawnościową u dzieci oraz dorosłych na terenie całej gminy. Zespół występuje w tarnowskiej lidze okręgowej. Celem drużyny seniorów jest jak najlepsze reprezentowanie gminy na terenie powiatu brzeskiego oraz próba zdobycia awansu do wyższej ligi.

## Zabytki
Dwór i spichlerz – znajduje się na skraju wsi. Dwór wzniósł w 1900 r. Jan Sławik, herbu Prus II, ówczesny właściciel tutejszego majątku. Jest to obiekt murowany na planie prostokąta z pomieszczeniami w dwóch traktach. Dwór otacza 2 ha park z grabową aleją dojazdową, wielką polaną, na której wznosi się dwupienna lipa – Soliter i drewniana altanka przed frontem dworu. Po zachodniej stronie owego parku znajduje się niewielki staw oraz ruina kamiennego spichlerza z XVI wieku..

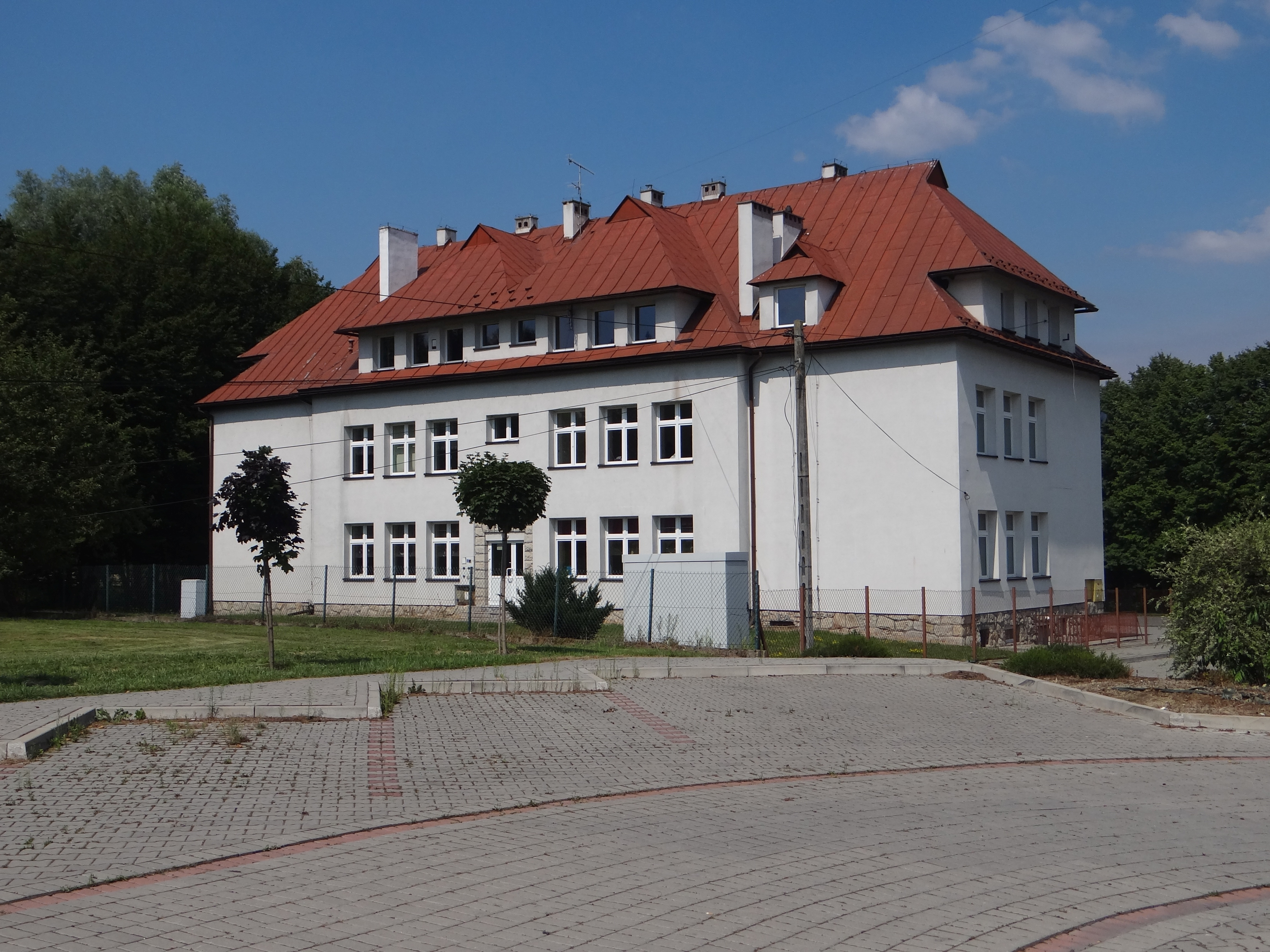
Szkoła
Kościół w Kątach
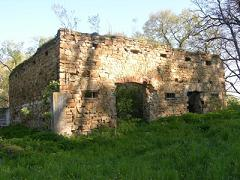
Ruina spichlerza z XVI w.
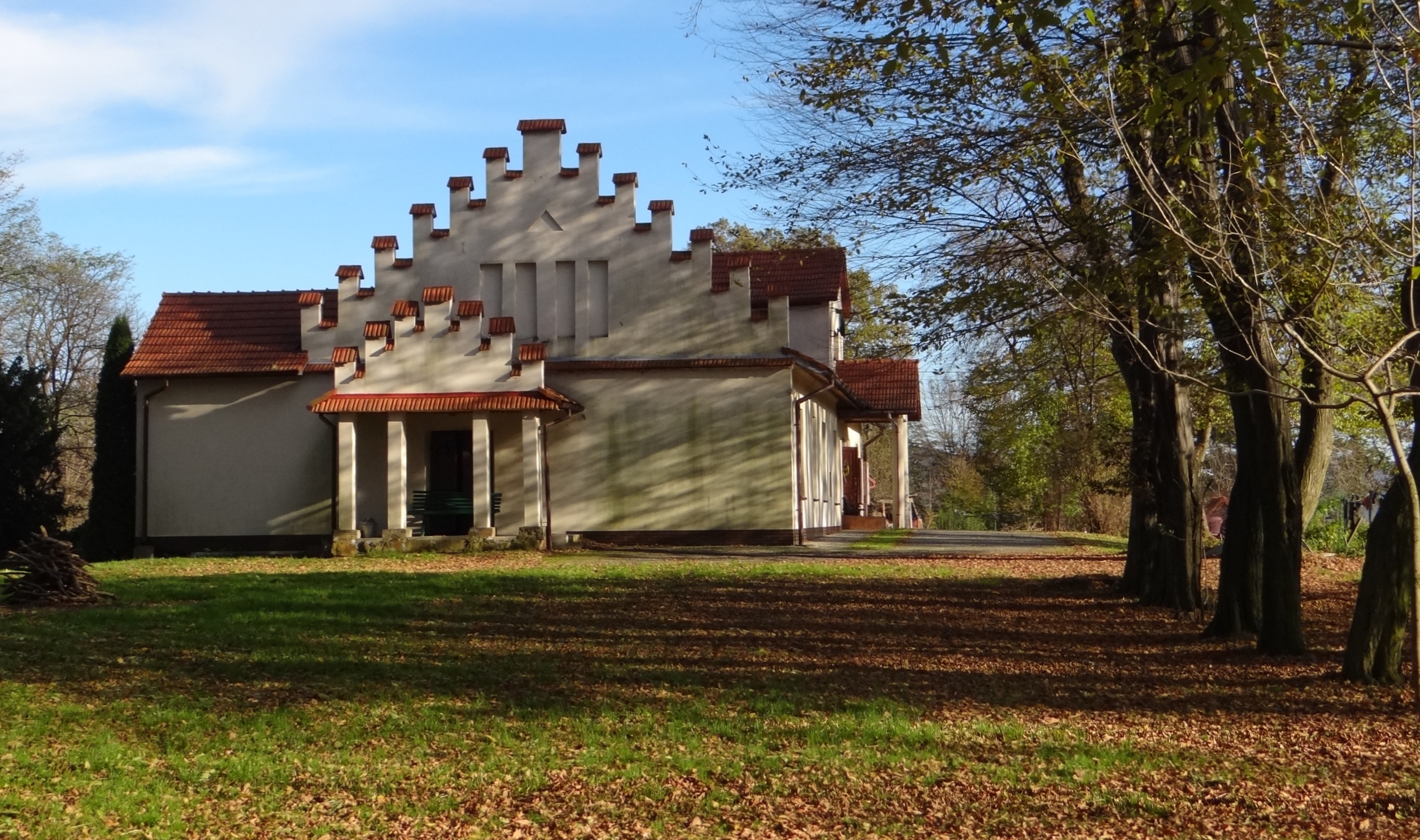
Dawny dwór